# ویرا برگمان
ویرا برگمان (به آلمانی: Vera Bergman) یک هنرپیشه اهل آلمان است که بیشتر بابت ایفای نقش در فیلم‌های ایتالیایی شناخته می‌شود.
از فیلم‌ها یا مجموعه‌های تلویزیونی که وی در آن‌ها نقش داشته‌است می‌توان به مادالنا، نمره اخلاق صفر و تهران اشاره نمود.